# 大中寺
大中寺（だいちゅうじ）は、栃木県栃木市大平町西山田にある曹洞宗の寺院で関三刹の1つ。山号は太平山。

## 歴史
伝承によれば、1154年（久寿元年）、真言宗寺院として創建されたという。1489年（延徳元年）、在地豪族の小山成長が快庵妙慶を開山に招いて再興。このときが実質的な創建とみなされる。天翁院（小山市）の中興開山でもある培芝正悦（ばいししょうえつ）が大中寺2世となった。
天文から弘治の頃（16世紀半ば）、5世海庵尖智の時、後継を巡って無学宗棼（「棼」（ふん）は「林」の下に「分」）と快叟良慶の間に争いがあり、寺は2つに分裂。小山高朝によって、下都賀郡榎本村（栃木市大平町榎本）に新たな大中寺が建立され、無学宗棼はそちらへ移った。山田の大中寺は荒廃するが、1562年（永禄5年）、快叟の弟子の天嶺呑補が再興した。また、快叟が上杉謙信の叔父にあたることから、謙信によって伽藍が整備された。
1591年（天正19年）、当寺は徳川家康により、曹洞宗の関八州僧録職に任命され、1612年（慶長17年）には下総の總寧寺（千葉県市川市）、武蔵野龍穏寺（埼玉県入間郡越生町）と共に天下大僧録（関三刹）の一となる。天下大僧録とは、寺院の本末制度とは別に、末寺数の多い日本各地の曹洞宗寺院を傘下において管理させる寺院として上記3箇寺を指定したものである。3箇寺は月番で曹洞宗の事務を取り仕切り、大本山永平寺の住職はこれら3箇寺の住職経験者から選任された。
『雨月物語』には稚児への愛執から鬼に変じた僧が登場する「青頭巾」などという話がある。境内には「青頭巾」の伝説に関わる「根無し藤」など、「大中寺七不思議」と呼ばれるものがある。

## 大中寺七不思議
- 根なし藤

　雨月物語の「雨月物語#青頭巾」の話に出てくる快庵妙慶が、青頭巾の僧を鎮めた後、青頭巾の墓に自分の藤杖を地面に挿したところ、杖から藤が生えたとする伝承。
　一説には改庵禅師が山を下りる際に「之より根が出て繁茂する様ならこの寺はますます栄えるようになるだろう」と携えた藤の杖を挿して出ていったのが、根が生えたともいう。
- 馬影の井戸

　古河の郷士、佐竹太郎信綱が小山氏と争ったが、負けたたため大中寺に逃げ込んだ。しかし、大中寺は小山氏が建立した寺であったため、太郎信綱は援助を断られてしまった。やむなく、太郎信綱はよそへ落ち延びようとするが、すでに敵に道をふさがれてしまい、井戸のところへ戻った。そこで太郎信綱は愛馬を刺し殺し井戸に投げ入れ、自分は門前の芋畑で自決した。
　その後数日すると、光が輝き昇って、西方の山上に飛び散った。村人がこれを怪しんで、光の出たところを見ると一つの怪石があったので、村人はこれを西方の山頂に移して、太郎信綱の霊を照石権現として祀り、山の名前を照石山、太郎信綱を照石太郎と呼ぶようになった。
　また、太郎信綱の愛馬の死骸が投げ入れられた井戸には主人を慕う愛馬の霊が映るようになり、大中寺の住持は、それを憐れんで、井戸のそばに八大竜王を祀って馬の霊を慰めるとともに、井戸に固く蓋をして、あけられぬようにしたという。
　この井戸は実際には八畳ほどの池であり、寺の飲料水として使用されていたが、のちに大部分が埋め立てられ、井戸のように一部を残して策をめぐらし、八大竜王を祀ったという。
　また、太郎信綱は大中寺の住持をひどく恨み「我が仇の菩提寺なれば我がおもいで七度焼いてみせん」と言い果てて死んだとされ、その後寺は七回、火事にあって燃えたという。またこの寺では、太郎信綱が芋畑で自決したことから、長く芋を作らなかったという。
- 開かずの雪隠

　佐竹太郎信綱の妻が、夫の安否を気遣い、寺を訪ねたところ井戸のそばで馬のいななく声が聞こえ、また池の中に夫が愛馬にまたがる姿を見た。妻は夫の死を悟り、便所で自害をした。その後、この便所で自殺するものや気が狂う者が出たことから、妻の霊を弔うとともに、この便所を封印したという。
- 不断の竈（日常竈）

　ある小僧が、夜遅くに帰ってきて、大きな竈の中で眠ってしまった。翌朝、何も知らぬ使用人が、気づかずに竈に火をつけてしまい、小僧は黒焦げになって死んでしまった。
　小僧は死ぬ間際に「私は人間の道ならぬことをしたのでやむを得ないけれど、もしここに普段から火が焚いてあったら、ここで眠りこけることもなかったでしょう。この竈の火を絶やさぬようにしてほしい」といい死んだ。寺ではこれを憐れんで、小僧の霊を弔うため、この竈の火を絶やさないこととした。
- 油坂の僧

　寺の東南の坂の下には衆寮があり、多くの僧が三時の勤行と座禅の修行を行っていた。三時の勤行とは、朝昼晩、揃って本堂に経を読み、それ以外は一心に座禅をして過ごすものである。そして夜眠る時間以外は読経と座禅をすべきであるとされ、この修行のほかに学問をする僧は「俗僧」として嫌われた。
　しかしながら、この衆僧のなかに、夜、学問する小僧がいた。彼は夜、修行の後に学問をすることから、灯の油を使い果たしてしまい、本堂の燈明の油を夜な夜な盗んでいた。そして、ある夜のこと、灯の油を盗んだ帰りに誤って足を滑らし、坂から落ちて亡くなってしまった。これより、その坂を油坂といい、その両脇に道を開いて、油坂は不吉の坂として通行を禁じた。
　
- 東山の一口拍子木

　この寺に変事がある際は、東方の山中で拍子木の音が聞こえるとする。この音は寺の住職にしか聞こえないものであり、禅宗の隻手の声の公案にちなんで、一本の拍子木で鳴る音とされる。
- 枕返しの間

　この寺の「枕返しの間」という部屋に泊まると、翌朝必ず頭の方向が変わっているとする。怪異の起こる部屋として、この部屋では泊まらないようにしている。

## 文化財
- 梵鐘 - 宝永年間（1706年 - 1711年）作

## 交通アクセス
- JR両毛線大平下駅から車で7分
- 東武日光線新大平下駅から車で10分